# Futbol Club Barcelona 1990-1991
Questa voce raccoglie le informazioni riguardanti il Futbol Club Barcelona nelle competizioni ufficiali della stagione 1990-1991.

## Rosa
| N. |                        | Ruolo | Calciatore          |
| -- | ---------------------- | ----- | ------------------- |
|    | Spagna (bandiera)      | P     | Andoni Zubizarreta  |
|    | Spagna (bandiera)      | P     | Carles Busquets     |
|    | Spagna (bandiera)      | D     | Albert Ferrer       |
|    | Spagna (bandiera)      | D     | Miquel Soler        |
|    | Spagna (bandiera)      | D     | José Ramón Alexanko |
|    | Paesi Bassi (bandiera) | D     | Ronald Koeman       |
|    | Spagna (bandiera)      | D     | Nando               |
|    | Spagna (bandiera)      | D     | Ricardo Serna       |
|    | Spagna (bandiera)      | D     | López Rekarte       |
|    | Spagna (bandiera)      | D     | Julio Alberto       |
|    | Spagna (bandiera)      | D     | Sebastián Herrera   |
|    | Spagna (bandiera)      | D     | Sergi López         |
|    | Spagna (bandiera)      | C     | Guillermo Amor      |

| N. |                      | Ruolo | Calciatore            |
| -- | -------------------- | ----- | --------------------- |
|    | Spagna (bandiera)    | C     | Eusebio Sacristán     |
|    | Spagna (bandiera)    | C     | Josep Guardiola       |
|    | Spagna (bandiera)    | C     | José Mari Bakero      |
|    | Spagna (bandiera)    | C     | Urbano Ortega         |
|    | Spagna (bandiera)    | C     | Jordi Roura           |
|    | Spagna (bandiera)    | A     | Txiki Begiristain     |
|    | Spagna (bandiera)    | A     | Jon Andoni Goikoetxea |
|    | Bulgaria (bandiera)  | A     | Hristo Stoichkov      |
|    | Danimarca (bandiera) | A     | Michael Laudrup       |
|    | Spagna (bandiera)    | A     | Julio Salinas         |
|    | Spagna (bandiera)    | A     | Antonio Pinilla       |
|    | Spagna (bandiera)    | A     | Pablo Maqueda         |

### Staff tecnico
- Allenatore: Johan Cruijff, poi dalla 24ª giornata Carles Rexach, poi dalla 30ª giornata Johan Cruijff